# Partit Nacionalista Canari
El Partit Nacionalista Canari (PNC) és un partit nacionalista que, d'antuvi, aspirava que Canàries fos un Estat lliure i sobirà, però posteriorment evolucionà a postures que defensen l'Estat lliure associat, o àdhuc més competències dins del marc autonòmic.

## Antecedents
El primer PNC es va fundar, curiosament a l'Havana el dia 30 de gener de 1924 i el seu primer president fou José G. Cabrera Díaz, tipògraf que havia estat líder sindical dels treballadors canaris: el 5 d'agost de 1900 havia fundat l'Asociación Obrera Canaria. Tanmateix, en els anys 20 José Cabrera Díaz abandonà els postulats obreristes i mantindria una postura de defensa dels interessos de la burgesia.
Encara que el PNC de L'Havana s'autoproclamés hereu del pensament de Secundino Delgado, el partit era molt allunyat dels plantejaments d'alliberament nacional i social, sovint propers a l'anarquisme.
L'òrgan de difusió del PNC era el periòdic El Guanche. També adoptarà com a bandera canària, la coneguda com a Bandera del Ateneo (O "Bandera de Secundino", si bé no en fou el creador, i ni tan sols hi ha proves que la utilitzés), blava amb set estrelles blanques col·locades en la posició que ocupaven les illes geogràficament.
Aquest primer PNC duraria pocs anys. Posteriorment es fundarà un nou PNC que recuperarà alguns dels seus plantejaments.

## L'actual PNC
El 1982 es convocà a Bajamar el Congrés Constituent de l'actual Partido Nacionalista Canario, amb la participació d'intel·lectuals como Fernando Cabrera, Victoriano Ríos o Antonio Pérez i recuperant el nom de l'organització que existí en la dècada de 1920 i alguns dels seus símbols. El seu primer president fou Bernardo Cabrera, i es va presentar per primer cop a les eleccions generals espanyoles de 1982, obtenint 3.257 vots (0,50% dels vots a Canàries).
En 1993 fou un dels partits fundadors de Coalició Canària, que abandonà en 1998 per fundar la Federación Nacionalista Canaria. En 1998 fou escollit president del partit Juan Manuel García Ramos. La Federación Nacionalista Canaria va trencar en 2007 quan el PNC es va presentar a les eleccions al Parlament de Canàries amb Coalició Canària, al que es va integrar en 2013.
García Ramos va deixar el liderat del partit el 5 de març de 2022, sent rellevat per Francisco Martín Espinosa. El partit abandonà en 2023 la Coalició Canària en 2023 per presentar-se en solitari a les eleccions al Parlament de Canàries de 2023 sense obtenir representació.

## Resultats electorals

### Parlament de les Illes Canàries
| Any  | Insular      | Insular      | Regional     | Regional     | Escons | +/– | Govern            |
| Any  | Vots         | %            | Vots         | %            | Escons | +/– | Govern            |
| ---- | ------------ | ------------ | ------------ | ------------ | ------ | --- | ----------------- |
| 1991 | 7,845        | 1.1 (#6)     |              |              | 0 / 60 | Nou | Extraparlamentari |
| 1995 | Dins CC      | Dins CC      |              |              | 1 / 60 | 1   | Coalició          |
| 1999 | Dins la FNC  | Dins la FNC  |              |              | 0 / 60 | 1   | Extraparlamentari |
| 2003 | Dins la FNC  | Dins la FNC  |              |              | 0 / 60 | =   | Extraparlamentari |
| 2007 | Dins CCa–PNC | Dins CCa–PNC |              |              | 0 / 60 | =   | Extraparlamentari |
| 2011 | Dins CCa–PNC | Dins CCa–PNC |              |              | 0 / 60 | =   | Extraparlamentari |
| 2015 | Dins CCa–PNC | Dins CCa–PNC |              |              | 1 / 60 | 1   | Coalició          |
| 2019 | Dins CCa–PNC | Dins CCa–PNC | Dins CCa–PNC | Dins CCa–PNC | 1 / 70 | =   | Oposició          |
| 2023 | 2,472        | 0.3 (#14)    | 2,317        | 0.3 (#13)    | 0 / 70 | 1   | Extraparlamentari |

### Corts Generals
| Any       | Illes Canàries       | Illes Canàries       | Illes Canàries       | Illes Canàries       | Illes Canàries       | Illes Canàries       | Illes Canàries       |
| Any       | Congrés              | Congrés              | Congrés              | Congrés              | Congrés              | Senat                | Senat                |
| Any       | Vots                 | %                    | Pos.                 | Diputats             | +/–                  | Senadors             | +/–                  |
| --------- | -------------------- | -------------------- | -------------------- | -------------------- | -------------------- | -------------------- | -------------------- |
| 2008      | Dins CCa–PNC         | Dins CCa–PNC         | 3r                   | 0 / 15               | Nou                  | 0 / 11               | Nou                  |
| 2011      | Dins CCa–PNC–NC      | Dins CCa–PNC–NC      | 3r                   | 0 / 15               | =                    | 0 / 11               | =                    |
| 2015      | Dins CCa–PNC         | Dins CCa–PNC         | 5è                   | 0 / 15               | =                    | 0 / 11               | =                    |
| 2016      | Dins CCa–PNC         | Dins CCa–PNC         | 5è                   | 0 / 15               | =                    | 0 / 11               | =                    |
| 2019 (I)  | Dins CCa–PNC         | Dins CCa–PNC         | 5è                   | 0 / 15               | =                    | 0 / 11               | =                    |
| 2019 (II) | Dins CCa–PNC–NC      | Dins CCa–PNC–NC      | 4t                   | 0 / 15               | =                    | 0 / 11               | =                    |
| 2023      | No hi van participar | No hi van participar | No hi van participar | No hi van participar | No hi van participar | No hi van participar | No hi van participar |